# Чернега Дмитро Федорович

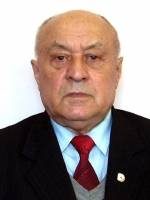
Чернега Дмитро Федорович

Дмитро Федорович Чернега (*5 жовтня 1927; с. Миколаївка Борзнянський район Чернігівська область — 18 травня 2015; м. Київ) — український учений в галузі металургії. Доктор технічних наук, професор. Член-кореспондент НАН України. Академік АН ВШ України з 1995 р.

## Біографія

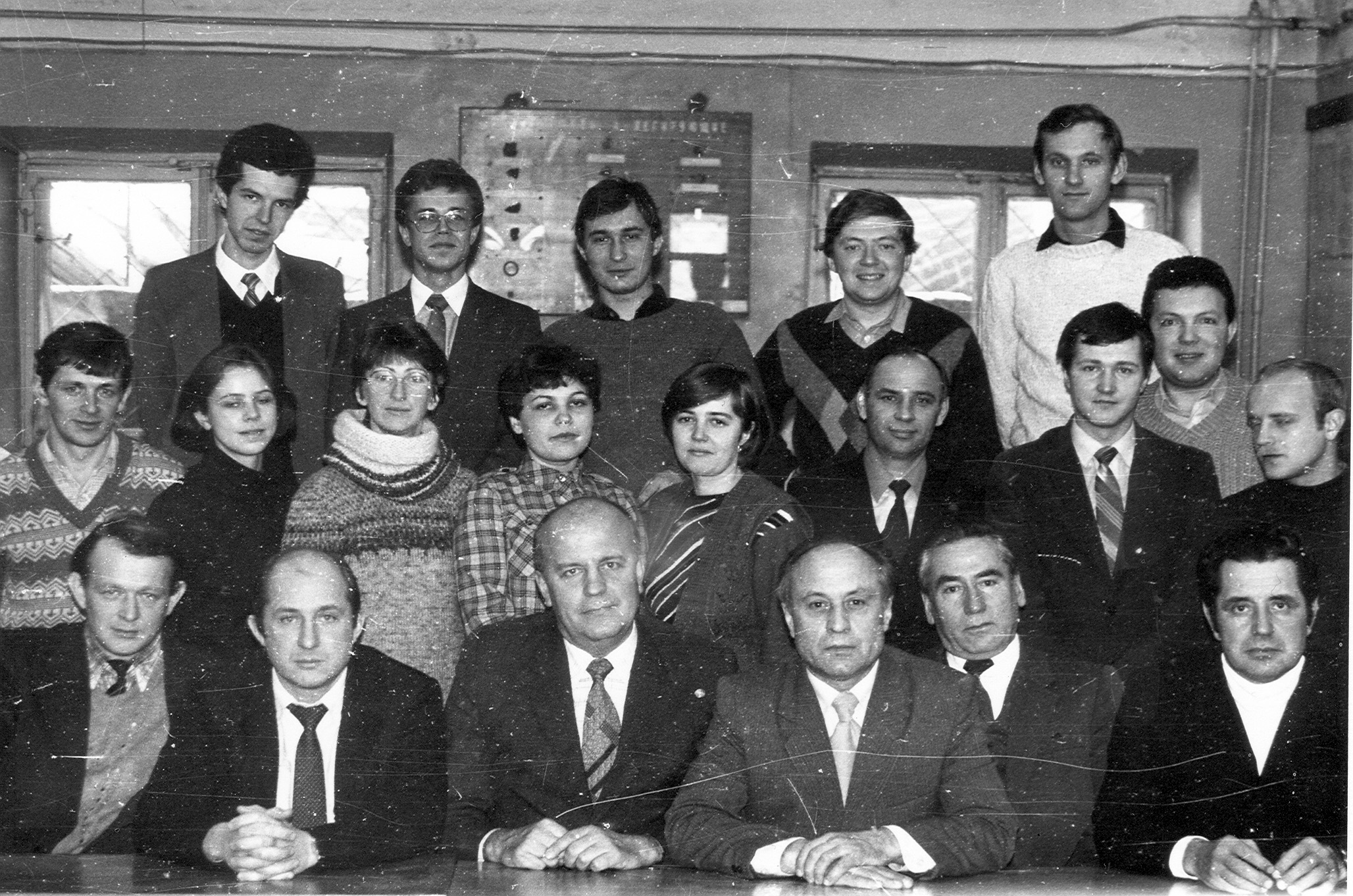
Професор, зав. кафедрою ФХОТМ Дмитро Федорович Чернега з колегами і студентами в лабораторії корпусу №4 НТУУ "КПІ"

Народився у с. Миколаївка Борзнянського району Чернігівської обл. У 1944—1948 рр. навчався в Конотопському технікумі залізничного транспорту. У 1953 р. закінчив Київський політехнічний інститут за спеціальністю «Металургія чорних металів». У КПІ працював асистентом, старшим викладачем, доцентом, професором на кафедрах металургії сталі і промислових печей, автоматизації металургійних процесів, ливарного виробництва чорних і кольорових металів. У 1959—1964 рр. — заступник декана металургійного (механіко-технологічного) факультету. У 1965—1972 рр. очолював загальнотехнічний факультет. У 1972 р. обраний деканом механіко-технологічного факультету (у 1975 р. перейменовано в інженерно-фізичний). Очолював його до 1988 р. У 1959 р. захистив кандидатську, а в 1974 р. — докторську дисертацію.
Помер 18 травня 2015 р. Похований на Берковецькому кладовищі м. Києва.

## Наукова діяльність
Наукові інтереси охоплюють важливі питання металургії: властивості рідких сплавів; поведінка газів у сплавах на основі заліза і кольорових металів, азотування алюмінієвих сплавів; електрофізична обробка сплавів для зменшення вмісту водню і покращення якості зливків і виливок; модифікування і мікро-легування сплавів; одержання високоякісних виливок; електрошлакового обігрівання і підживлення зливків.
Автор понад 650 наукових і методичних публікацій, у тому числі 3-х підручників, 4-х монографій, довідника, 36 авторських свідоцтв, 7-ми брошур. Підготував 20 кандидатів та 9 докторів наук.
Член редколегії журналів «Теорія і практика металургії», «Процеси литва», «Наукові вісті НТУУ „КПІ“».

## Звання і нагороди
Заслужений працівник вищої школи УРСР (1983), Відмінник освіти України (1997). Нагороджений Почесною грамотою Президії ВР УРСР (1989), 5-ма медалями, вищою нагородою ВДНГ СРСР «Дипломом пошани» (1974), Премією комітету ВПД УРСР (1972), почесними знаками «За відмінні успіхи в роботі» і «Винахідник СРСР», премією «За найкращу наукову роботу в 1985 році». Семиразовий лауреат конкурсу НТУУ «КПІ» (за керівництво дипломними і магістерськими роботами (1995, 1996, 1998, 2001). Удостоєний відзнакою за довідник «Кольорове литво» (1977), за підручники «Фізико-хімія металургійних систем і процесів» (2003), «Основи металургійного виробництва металів і сплавів» (2008). Нагороджений Золотим знаком Головного технічного товариства Польщі (2001), Почесною грамотою Міносвіти і науки України (2001), Почесною грамотою КМ України (2002), орденом «За заслуги в науке о металах» (2006), орденом «За заслуги» ІІІ ступеня (2008), Почесною грамотою Чернігівської облдержадміністрації «За сумлінну працю в ім'я незалежної України» (2009), орденом «За заслуги» ІІ ступеня (2012).